# وحشی‌ها (مجموعه تلویزیونی)
وحشی‌ها (انگلیسی: The Wilds) یک مجموعه تلویزیونی اینترنتی آمریکایی در ژانر درام است که توسط سارا استریچر برای آمازون پرایم ویدئو ساخته شده‌است. این مجموعه داستان گروهی از دختران نوجوان را روایت می‌کند که بعد از سقوط هواپیما در یک جزیره متروک برای بقا و زنده ماندن تلاش می‌کنند‌. گروه بازیگران اصلی سوفیا تیلور علی، رین ادواردز، شانون بری، جنا کلاوس، میا هیلی، هلنا هاوارد، ارانا جیمز، سارا پیدگئون، دیوید سالیوان، تروی وینبوش و ریچل گریفیتس هستند. فصل اول مجموعه در ۱۱ دسامبر ۲۰۲۰ از پرایم ویدئو منتشر شد. وحشی‌ها نقدهای مثبتی از سوی منتقدان دریافت کرد و اجرای بازیگران، نویسندگی و داستان تحسین شد. در دسامبر ۲۰۲۰، برای فصل دوم تمدید شد و در ۶ مه ۲۰۲۲ منتشر شد. در ژوئیه ۲۰۲۲، سریال پس از دو فصل کنسل شد.

## داستان
گروهی از دختران نوجوان با گذشته‌های مختلف، بعد از سقوط هواپیمایشان در یک جزیره متروک برای زنده ماندن و بقا تلاش می‌کنند. مدتی بعد، مشخص می‌شود که سقوط آن‌ها تصادفی نبوده و آن‌ها موضوع یک آزمایش اجتماعی هستند.

## بازیگران و شخصیت‌ها

### اصلی[۱]
- سوفیا تیلور علی در نقش فطین جادمانی
- شانون بری در نقش دات کمپل
- جنا کلاوس در نقش مارتا بلک‌بورن
- رین ادواردز در نقش ریچل رید
- میا هیلی در نقش شلبی گودکایند
- هلنا هاوارد در نقش نورا رید
- ارانا جیمز در نقش تونی شالیفو
- سارا پیدگئون در نقش لی ریلکه
- دیوید سالیوان در نقش دنیل فاربر
- تروی وینبوش در نقش دین یانگ
- ریچل گریفیتس در نقش گرچن کلاین

### مهمان
- جیمز فریزر در نقش ایان
- کارتر هادسون در نقش جفری
- گرگ بریک در نقش تیم کمپل
- شان کالاهان در نقش جیمز
- خوزه ولاسکز در نقش متئو
- بلا شپارد در نقش ریگان
- پورنا جاگاناتان در نقش رنا جادمانی
- علیرضا قدیری در نقش احمد جادمانی
- وارن کول در نقش دیو گودکایند
- استفانیا لاوی اوون در نقش بکا گیلوری

## بازخورد
وحشی‌ها نقدهای مثبتی از سوی منتقدان دریافت کرد. راتن تومیتوز با بررسی نظرات ۲۵ منتقد، اعلام کرد که ۹۲٪ آن‌ها نظر مثبت راجع به سریال داشته‌اند و به صورت میانگین نمره ۷٫۳ از ۱۰ به آن داده‌اند. متاکریتیک بر اساس نظرات ۱۱ منتقد، نمره ۷۶ از ۱۰۰ داده‌است که حاکی از «نظرات مطلوب» است.